# هيدو توركوغلو
هيدو توركوغلو (بالتركية: Hidayet Türkoğlu)‏ مواليد 19 مارس 1979، هو لاعب كرة سلة تركي يلعب مع فريق لوس أنجلوس كليبرز في الرابطة الوطنية لكرة السلة ويحمل الرقم 8. يبلغ طوله 6 قدم 10 بوصة (2.1 م).

## فرق لعب لها
- سكرامنتو كينغز
- سان أنطونيو سبرز
- أورلاندو ماجيك
- تورونتو رابتورز
- فينيكس صنز
- أورلاندو ماجيك
- لوس أنجلوس كليبرز

## الميداليات
| الميدالية | المسابقة                         |
| --------- | -------------------------------- |
| فضية      | بطولة أمم أوروبا لكرة السلة 2001 |
| فضية      | بطولة كأس العالم لكرة السلة 2010 |

## روابط خارجية
- هيدو توركوغلو على موقع الاتحاد الدولي لكرة السلة (الإنجليزية)
- هيدو توركوغلو على موقع إن بي أي (الإنجليزية)
- هيدو توركوغلو على موقع سبورتس رفرنس (الإنجليزية)
- هيدو توركوغلو على موقع كرة السلة الأوروبية.كوم (الإنجليزية)
- هيدو توركوغلو على موقع إي إس بي إن.كوم (الإنجليزية)
- هيدو توركوغلو على موقع ريلجم (الإنجليزية)
- هيدو توركوغلو على موقع بروبوليرز (الإنجليزية)
- هيدو توركوغلو على موقع سبورتس رفرنس (الإنجليزية)